# Outcast : Second Contact
Outcast : Second Contact est un jeu vidéo d'action-aventure développé par Daoka Studio et édité par Bigben Interactive, sorti en 2017 sur Windows, PlayStation 4 et Xbox One.
Il s'agit du remake du jeu Outcast sorti en 1999.
Il reprend le doublage d'origine de Patrick Poivey (Bruce Willis) mais remplace la cinématique d'introduction en 3D par une version 2D et améliore les graphismes et l'interface,,.

## Accueil
- Gameblog : 6/10[1]

- Jeux vidéo Magazine : 14/20[4]